# Jules Viatte
Pour les articles homonymes, voir Viatte.
Cet article possède un paronyme, voir Jules Viette.
Jules Viatte, né le 27 juillet 1872 à Avesnes-sur-Helpe et mort le 12 juillet 1922 à Bourron-Marlotte, est un architecte et peintre français.

## Biographie

### Origines
Jules Viatte naît le 27 juillet 1872 à Avesnes, fils d'Henri Léon Marie Xavier Viatte, contrôleur des contributions directes, et de Sophie Hannoye, mariés l'un à l'autre.

### Carrière

#### Architecture et activité municipale

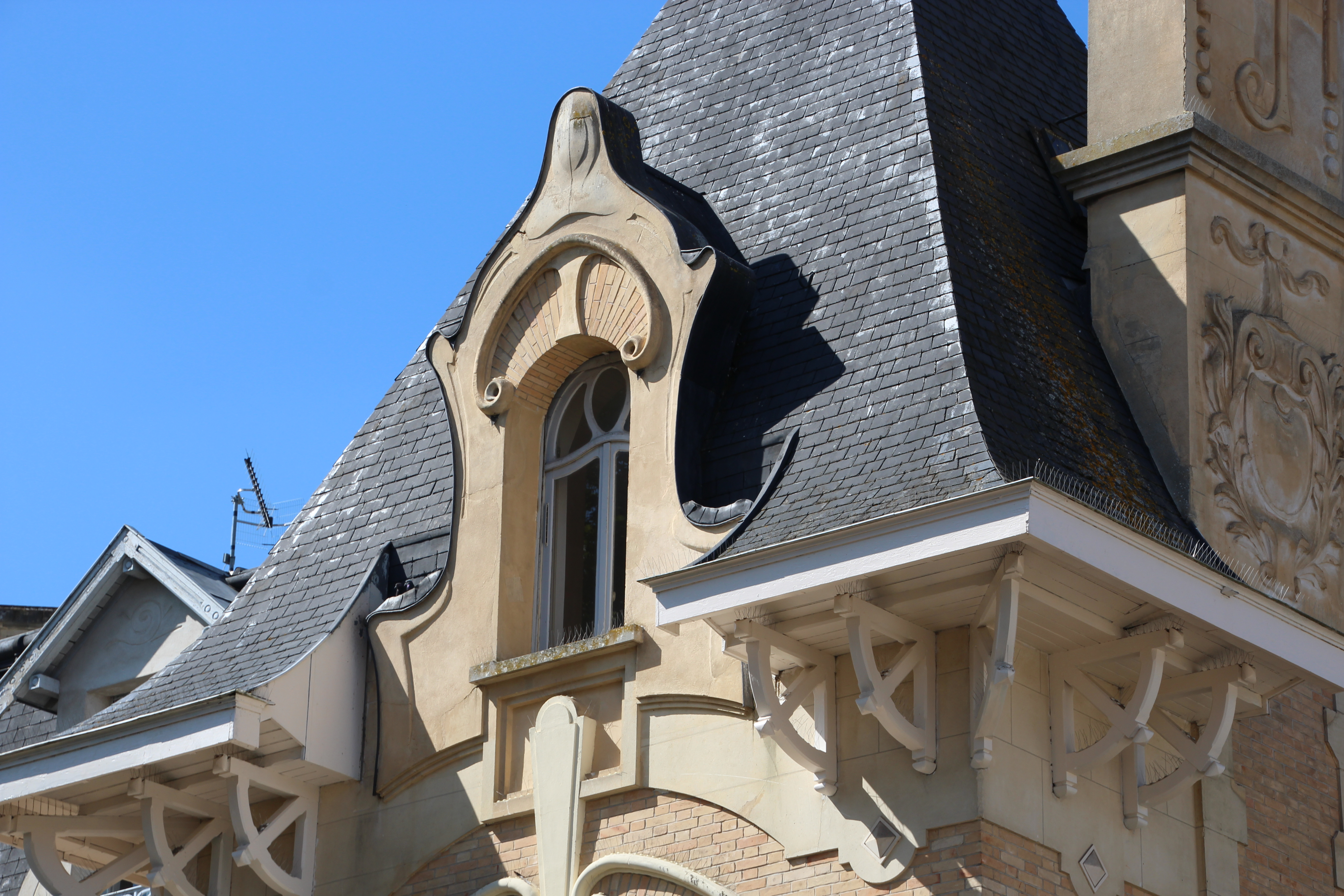
Détail de la maison Pierrotet, photographié en septembre 2014.

Après avoir été l'élève d'Eugène Grasset, il vient s'installer à Fontainebleau à la fin des années 1890, succédant au bureau de l'architecte Naudé (sis 59 rue Saint-Honoré),. Il est alors chargé d'importantes constructions, à une époque où la ville connaît un nombre important de nouveaux édifices.
C'est notamment d'après ses plans qu'une grande partie des villas du nouveau quartier « des Présidents de la République » sur l'ancienne propriété Guérin est construite. Il transfère même son cabinet en ces lieux (au 19 rue Carnot), en automne 1900. Aussi, il est l'architecte de la maison Pierrotet construite pour la famille Javal en 1901 et qui est partiellement inscrite aux monuments historiques depuis 1976. Cette dernière d'Art nouveau démontre un style qu'il affectionne particulièrement. Ses traits artistiques s'affirment également dans d'autres villas de la région qui incorporent de la brique amiantine.
En mai 1904, il entre au conseil municipal de Fontainebleau. Il s'agit d'une ville qu'il apprécie beaucoup et qu'il promeut par les réclames ; il pense même avec quelques amis à construire un théâtre dans sa forêt. Dans cette même ville, il dresse par ailleurs les plans de la salle polyvalente « L'Omnia ». Enfin, il devient également l'un des premiers adhérents et vice-président de l'Association des Amis de la forêt de Fontainebleau, fondée en 1907 par Charles Moreau-Vauthier.

#### Reconversion après affaiblissement
Rongé par la fatigue, il doit céder son cabinet d'architecte, abandonner son siège de conseiller municipal et négliger ses projets. Malgré des soins intensifs, assistés par son épouse, il ne reprend jamais la santé. Dans les phases d'améliorations, il se prête au travail et c'est ainsi qu'en 1920, reprend un projet conçu avant la Première Guerre mondiale, il fonde avec Ernest Marché et Fernande Sadler, la société L'Artistique, dont il est président et pour laquelle il rencontre des collaborateurs qui continueront son œuvre,.
Esprit cultivé, il se passionne pour les temps anciens. Aux congrès des sociétés savantes, il présente plusieurs études archéologiques remarquées. Il effectue notamment un travail sur la reconstitution de l'abbaye de Jumièges, qui suscite une controverse au sujet des charpentes apparentes dans les églises romanes ; mais sa thèse prévaut tout de même et est imprimée dans le Bulletin d'archéologie. Son projet de restauration de l'abbaye de Saint-Romain-le-Puy lui vaut une récompense au Salon. Il publie aussi un livre sur Moret-sur-Loing avec de nombreuses gravures à l'eau-forte.

### Décès
Il meurt le matin du 12 juillet 1922, à 49 ans, dans sa villa de Marlotte où il a passé les vacances. La levée du corps est effectuée le 15 à 8 h pour des obsèques en l'église Saint-Louis de Fontainebleau à 10 h. Il est inhumé au cimetière de Fontainebleau.

## Œuvres
- 1898 : L'Église Saint-Julien-le-Pauvre de Paris, monographie de l'église et de ses environs[8]
- 1899 : Étude monographique pour servir à la restauration de l'abbaye de Jumièges, présentée au Salon de 1899[8]
- 1912 : Moret-sur-Loing[8]

## Décorations
- Officier de l'Instruction publique (décret du 27 février 1908)[9]